# 奥沢優美
奥沢 優美（おくざわ まさみ、1978年7月1日 ‐ ）は、TOKYO MXの元アナウンサー。東京都出身。血液型B型、身長151センチ。

## 概要
成蹊大学文学部文化学科（現・現代社会学科） 卒業後、2001年TOKYO　MX入社後、事務系の部署を経て、2003年からアナウンサーに配置換えし、「TOKYO MX NEWS」を中心とした報道番組に出演。また2004年10月より2年半の間情報番組「TOKYOモーニングサプリ」の月曜担当キャスターとして出演。
ウィンタースポーツ、特にスキーとスノーボードが趣味。また調理、特に菓子づくりが得意だという。好きな食べ物は生ガキ。マヨネーズは苦手で、皿に付着しているものを洗うのもできないという。
弟がいる。
2006年3月13日ホームページ上で結婚を報告。2009年4月から出産準備のため産休入りし、同年6月に第1子（長男）を出産。その後、編成局編成部に異動、2013年退社。
なお、現在も番組宣伝や事業告知などでアナウンスやナレーションを吹き込むことがある。

## 過去の出演番組
- TOKYOモーニングサプリ（2004年10月〜2007年3月　月曜日担当）
- TOKYO MX NEWS